# Маркуш Фрейташ
Ма́ркуш Андре́ Со́уза да Сі́лва Фре́йташ, або Ма́ркуш Фре́йташ (порт. Marcos André Sousa da Silva Freitas; нар. 8 квітня 1988, Фуншал, Мадейра) — португальський настільний тенісист.

## Виступи на Олімпіадах
| Олімпіада   | Суперник       | Результат |
| ----------- | -------------- | --------- |
| Пекін 2008  | Ель-Саєд Лашин | 4 — 1     |
| Пекін 2008  | Янг Чжі        | 2 — 4     |
| Лондон 2012 | Чжу Лін        | 4 — 0     |
| Лондон 2012 | О Сан Ин       | 0 — 4     |
| Ріо 2016    | Овідіу Іонеску | 4 — 1     |
| Ріо 2016    | Лей Коу        | 4 — 0     |
| Ріо 2016    | Джун Мізутані  | 2 — 4     |